# Матей Преображенски
Отец Матей Преображенски – Миткалото, роден като Моно Петров Сеизмонов, наричан от народа Очматей или Очката, е български монах и възрожденец (просветител и националреволюционер).
Член е на Вътрешната революционна организация, приятел и довереник на Васил Левски, поради което е наричан пръв съратник на Апостола на свободата. Прозвището му Миткалото произхожда от остарялото „миткам“ (означаващо „скитам“).

## Биография
Моно Сеизмонов е роден в село Ново село, Търновско през октомври 1828 г. Има 2 братя и сестра, които умират в ранна възраст.
На 9-годишна възраст става чирак. Учи занаята терзийство (шивачество) в Дряновския манастир.

### Монах
През 1846 г. постъпва като послушник в Дряновския манастир, а през 1848 г. е подстриган за монах в Преображенския манастир край Търново. Скиталчествата му започват през 1851 г., когато за пръв път посещава манастирите в Света гора Атонска. След едногодишен престой се връща в родния си край. По-късно посещава Варна, Тулча, манастира „Света Троица“ в Търново и Троянския манастир. През 1856 г. отново е в Атон, където остава до 1861 г. По време на престоя си там чете усърдно книгите в библиотеката. Проявява интерес към механиката и се опитва да построи пясъчна мелница на брега на Бяло море.
Манастирските братя не са по нрава на отец Матей с тяхното невежество и нечистоплътност. Затова след разправия с тях напуска Атон и избягва с лодка до остров Тасос. Пътува до Цариград, Йерусалим, Русия, Бесарабия и Влахия.

### Възрожденец
През 1862 г. оставя расото и постъпва в Първата българска легия. През следващата година предвожда малка чета, която влиза в България, води сражение с османски отряд и го побеждава.
Заема се активно с обществена дейност през 1863 г. Облича отново расото и започва да пътува из Търновския край като проповедник и книжар. Разпространява жития на светци и други християнски книги, но между тях и произведения да разбудят българското самосъзнание, като „История славеноболгарская“, „О Асену Перваго“ и др. Активно подпомага сънародниците си чрез обществена и културна дейност: създава земеделски сдружения и читалища, поставя театрални пиеси, назначава селски учители, издава собствени книги и др.
През 1869 г. съпровожда Васил Левски при обиколката му из Търновско и в Пловдив, Стара Загора, Карлово и други градове и села в Южна България. Благодарение на дългите взаимоотношения на отец Матей с местни хора успяват бързо да организират частни революционни комитети на ВРО. Оттам насетне се заема усърдно с освободителното дело, пренася тайна поща, придружава Васил Левски и Ангел Кънчев при обиколките им из България, пренася оръжие, като отдава цялата си енергия за комитетската организация.
В родното си Ново село строи Комитетски хан, който да се използва от съзаклятниците на революционното дело. След смъртта на Левски през 1873 г. е един от хората, които не губят надежда и продължават организацията на освободителното движение.
Отец Матей Преображенски умира от ухобол в родното си Ново село, в построения с негови усилия Комитетски хан през 1875 г., на 47-годишна възраст, без да дочака резултата от неуморните си усилия. На погребението му се събират много негови съмишленици от Търновския край. Погребан е в двора на църквата „Св. Никола“ в селото.

## Признание
За 50-годишнината (1925) от смъртта му по инициатива на Търновската окръжна постоянна комисия е построена костницата на отец Матей.
За 100-годишнината (1928) от рождението му в родното му Ново село неговите съселяни събират средства и му изграждат параклисен мавзолей костница. Над входа в параклиса е имало негов бюст, край паметника е издигната негова статуя в цял ръст.
През 1980-те години се заражда традиция шофьорите, преминаващи край паметника, да надуват клаксони в чест на странника Матей Миткалото.
В родното му Ново село много организации носят името на видния си съселянин. Улици в кварталите „Бояна“ (Карта) и „Люлин“ (Карта) в София и в град Сливница са наименувани „Матей Преображенски“.